# Miconia brevitheca
Miconia brevitheca  es una especie de planta con flor en la familia de las Melastomataceae. 

## Distribución y hábitat
Es un árbol endémico de Ecuador, donde al menos 20 poblaciones se conocen en bosques costeros y en las laderas occidentales de los Andes. No confirmados dentro de la red de áreas protegidas de Ecuador, pero muchas colecciones son de la Reserva Étnica Awá y la reserva privada ENDESA, así como las reservas privadas Bilsa y Río Guajalito. A veces localmente común. También puede ser encontrado en el interior de las áreas protegidas Cotacachi-Cayapas, Los Ilinizas, Sumaco-Napo-Galeras y Cayambe-Coca. Clasificados como "rara" en 1997 por la UICN (Walter y Gillett 1998); basado en sus muchas poblaciones, se sugiere una categoría inferior. Aparte de la destrucción del hábitat, no se conocen amenazas específicas.

## Taxonomía
Miconia brevitheca fue descrita por Gleason  y publicado en Brittonia 2(4): 322. 1937.
Etimología
Miconia: nombre genérico que fue otorgado en honor del botánico catalán Francisco Micó.
brevitheca: epíteto latíno 